# GKS Płomień Milowice
GKS Płomień Milowice var en idrottsförening från Sosnowiec, Polen. Föreningen var verksam mellan 1929 och 1992. Den hade aktivitet i flera sporter som fotboll, judo, gymnastik, boxning, schack och volleyboll. Det var volleybollsektionen, grundad 1961, som hade de största framgångarna för klubben. På herrsidan vann klubben europacupen 1977/1978 samt blev polska mästare två gånger (1976/1977 och 1978/1979) och polska cupen en gång (1984/1985). På damsidan blev klubben polska mästare fem gånger (1973/1974, 1974/1975, 1978/1979, 1979/1980 och 1980/1981). Klubben slogs 1992 samman med en klubb från Ostrów Górniczych och bildade GKS Kazimierz Płomień Sosnowiec